# Revolver (album)
A The Beatles 1966-ban megjelent Revolver című albuma sok kritikus szerint a korszak és minden idők egyik legjobb lemeze. 1997-ben egy ezredfordulós 'Music of the Millennium' elnevezésű felmérésben, amelyet a HMV, Channel 4, The Guardian és Classic FM közösen szervezett a harmadik legjobb albumnak választották; 1998-ban a Q magazin olvasói a második, 2003-ban a VH1 csatorna nézői az első helyre szavazták. A Revolver a Virgin Minden idők legjobb 1000 albuma szavazásán is nyert . Egy Pop Matters kritika úgy jellemezte, hogy „a popzene története legnagyszerűbb zenekarának tagjai egyszerre jutottak művészi teljesítményük csúcsára” , míg az Ink Blot magazin szerint ez „a nyugati könnyűzene tetőpontja” . Szerepel az 1001 lemez, amit hallanod kell, mielőtt meghalsz című könyvben.

## Az amerikai kiadás
A Revolver amerikai kiadása esetében fordult elő utoljára, hogy a Capitol rászabjon egy „bevett” brit kiadású Beatles albumot az amerikai piacra. Mivel három szám (I'm Only Sleeping, And Your Bird Can Sing és Doctor Robert) már megjelent a korábban kiadott "Yesterday" … and Today válogatáson, erről a lemezről egyszerűen törölték ezeket, aminek következtében az amerikai lemez csak tizenegy dalt tartalmazott, miközben a brit kiadású tizennégyet. A fiúk ezen annyira felháborodtak, hogy kiadták a "hentesborítós" lemezt, melynek borítóján hentesruhában vannak, véres babák társaságában. Ezzel is utaltak arra, hogy hiába van határozott koncepciójuk az album egészéről, ha a lemezkiadók kivágnak belőle dalokat, s így megbontják a lemez egységét. A CD  kiadások a brit album alapján készültek.

## Borító
A borítóképet Klaus Voormann, német származású basszusgitáros és festőművész készítette, aki a Beatles tagok egyik legjobb barátja volt, még a hamburgi Star Clubban való fellépéseik idejéből. A félig rajz, félig kollázs mű Robert Whitaker-fényképeket is tartalmazott. Ez a fényképész készítette a hátsó borító képeit és több híres, 1964 és 1966 között készült Beatles-fotót, köztük a "Yesterday" … and Today hírhedt „hentesborítóját”.

## Az album dalai
| 1. | Taxman                     | George Harrison             | George Harrison | 2:38 |
| 2. | Eleanor Rigby              | John Lennon, Paul McCartney | Paul McCartney  | 2:07 |
| 3. | I'm Only Sleeping          | John Lennon, Paul McCartney | John Lennon     | 3:01 |
| 4. | Love You To                | George Harrison             | George Harrison | 3:01 |
| 5. | Here, There and Everywhere | John Lennon, Paul McCartney | Paul McCartney  | 2:25 |
| 6. | Yellow Submarine           | John Lennon, Paul McCartney | Ringo Starr     | 2:40 |
| 7. | She Said She Said          | John Lennon, Paul McCartney | John Lennon     | 2:37 |

| 1. | Good Day Sunshine           | John Lennon, Paul McCartney | Paul McCartney  | 2:09 |
| 2. | And Your Bird Can Sing      | John Lennon, Paul McCartney | John Lennon     | 2:01 |
| 3. | For No One                  | John Lennon, Paul McCartney | Paul McCartney  | 2:01 |
| 4. | Doctor Robert               | John Lennon, Paul McCartney | John Lennon     | 2:15 |
| 5. | I Want to Tell You          | George Harrison             | George Harrison | 2:29 |
| 6. | Got to Get You Into My Life | John Lennon, Paul McCartney | Paul McCartney  | 2:30 |
| 7. | Tomorrow Never Knows        | John Lennon, Paul McCartney | John Lennon     | 2:57 |

## Külső hivatkozások
- Az album dalszövegei